# Aeropuerto Internacional El Tepual
El Aeropuerto Internacional El Tepual es el principal aeropuerto de la región de Los Lagos y, con 1.971.288 pasajeros el año 2024, es el quinto en tráfico de pasajeros de Chile. Se ubica en las cercanías de la ciudad de Puerto Montt.
Cuenta con una pista de 2.650 metros, en la cual pueden aterrizar desde hasta Airbus A319, A320, A321, A330, A340, o A350, y Boeing 737, 757, 767, 777 o 787.
Este aeropuerto es de carácter público.

## Nombre
Su nombre proviene del mapuche tepu, y alude a la formación boscosa de tepúes o tepuales que se encuentran en el sur de Chile y de Argentina.

## Historia
El Aeropuerto Internacional El Tepual se construyó antes del año 1960, debiendo terminarse en carácter de urgente a raíz del terremoto del mismo año. Contaba a esa fecha con una pista principal y con un terminal adaptado en un edificio de estructura metálica. Posteriormente se mejoraron sus instalaciones y fue inaugurado oficialmente el 11 de mayo de 1963.
Este aeropuerto fue el destino del vuelo 811 de Austral, que había sido secuestrado en Trelew (Argentina) por guerrilleros y presos políticos el 15 de agosto de 1972.
En febrero de 1978, los entonces dictadores de Chile y Argentina, Augusto Pinochet y Jorge Rafael Videla respectivamente, firmaron en el aeropuerto la llamada Acta de Puerto Montt, que estableció un sistema de negociación entre ambos países en el marco del conflicto del Beagle.

## Actualidad
El proyecto de nueva concesión (4ta) del Aeropuerto El Tepual consideró una inversión de UF 810.000 (US$ 36 millones). La obra permitió aumentar al doble la capacidad del recinto, pasando de los cerca de 1,5 millones de pasajeros actuales a 3 millones. Para poder materializar lo anterior se aumentó la superficie del recinto, pasando de 9900 m2 a 16 mil m2 aproximadamente, incrementando el número de puentes de embarque de cinco a seis y reemplazando dos de los ya existentes. Además, se realizaron obras en DGAC, Vialidad del recinto, nueva Planta de Tratamiento de Aguas Servidas y otras. Estas obras de ampliación fueron entregadas en diciembre del 2022.

## Aerolíneas y destinos

### Destinos nacionales
| Ciudades                                       | Aeropuerto                                                  | Aerolíneas                                               |
| Chile                                          | Chile                                                       | Chile                                                    |
| ---------------------------------------------- | ----------------------------------------------------------- | -------------------------------------------------------- |
| Aysén                                          |                                                             |                                                          |
| Balmaceda                                      | Aeródromo Balmaceda                                         | JetSMART (Estacional) / LATAM / Sky Airline              |
| Región del Biobío                              |                                                             |                                                          |
| Concepción                                     | Aeropuerto Internacional Carriel Sur                        | JetSMART (Estacional) / LATAM / Sky Airline (Estacional) |
| Región de Magallanes y de la Antártica Chilena |                                                             |                                                          |
| Puerto Natales                                 | Aeródromo Teniente Julio Gallardo                           | LATAM / Sky Airline                                      |
| Punta Arenas                                   | Aeropuerto Internacional Presidente Carlos Ibáñez del Campo | LATAM / Sky Airline                                      |
| Región Metropolitana de Santiago               |                                                             |                                                          |
| Santiago de Chile                              | Aeropuerto Internacional Arturo Merino Benítez              | JetSMART / LATAM / Sky Airline                           |

### Destinos internacionales
| Ciudades por países     | Nombre del aeropuerto                             | Aerolíneas                                 |
| América del Sur         | América del Sur                                   | América del Sur                            |
| ----------------------- | ------------------------------------------------- | ------------------------------------------ |
| Argentina               |                                                   |                                            |
| San Carlos de Bariloche | Aeropuerto Internacional Teniente Luis Candelaria | Sky Airline (Inicia el 4 de abril de 2025) |

## Estadísticas
| Lugar | Ciudad              | Pasajeros | Cambio % | Aerolíneas                   |
| ----- | ------------------- | --------- | -------- | ---------------------------- |
| 1     | Santiago            | 503.110   | 5,6%     | LATAM, Sky Airline, JetSmart |
| 2     | Punta Arenas        | 93.433    | 17,4%    | LATAM, Sky Airline           |
| 3     | Balmaceda/Coyhaique | 74.774    | 7,6%     | LATAM, Sky Airline, JetSmart |
| 4     | Concepción          | 37.703    | 34,2%    | LATAM, JetSmart              |
| 5     | Puerto Natales      | 34.007    | 50,2%    | Sky Airline, LATAM           |

### Aerolíneas y destinos cesados
- LAN Airlines
  - Castro / Aeródromo Mocopulli
  - Puerto Madryn / Aeropuerto El Tehuelche
  - Puerto Williams / Aeródromo Guardiamarina Zañartu
  - Bariloche /Aeropuerto Internacional Teniente Luis Candelaria

- Sky Airline
  - Temuco, Chile / Aeródromo Maquehue
- Aero Continente
  - Lima,  Perú /  Aeropuerto Internacional Jorge Chavez
- Law Chile

### Empresas regionales
- Aeropuelche
- AndesAero
- AeroTaxis del Sur (ATS)
- Dolphin Air
- Patagonia Airlines
- AeroCord
- SAPSA

## Accidentes e incidentes
- El 5 de diciembre de 1969 un Douglas C-47A CC-CBY de LAN Chile se estrelló durante el despegue. El avión estaba operando un vuelo de carga, las tres personas a bordo sobrevivieron.